# کروپلسهاگن-فارندورف
کروپلسهاگن-فارندورف (به آلمانی: Kröppelshagen-Fahrendorf) یک شهر در آلمان است که در هرتسوگتوم لاونبورگ واقع شده‌است.